# Caleta Tortel
Caleta Tortel (doslova zátoka Tortel) je vesnice v Chile, část obce Tortel. Založena byla v roce 1955 za účelem těžby dřeva. Dlouhodobě byla dostupná pouze lodní a leteckou dopravou, což se změnilo až v roce 2003, kdy byla postavena silnice spojující Caletu Tortel s Carreterou Austral. Nachází se zde převážně domy na kůlech, které jsou rozprostřeny na několika kilometrech podél pobřeží. Ve vesnici nejsou konvenční ulice, domy jsou propojeny dřevěnými chodníky. V roce 1978 zde byla otevřena škola.